# カワノバッグ
カワノバッグ（KAWANO BAG）は、鞄の卸売会社「株式会社カワノバッグ」及び株式会社カワノジャパンが販売する鞄のブランド名および小売店名である。千葉県松戸市を中心に、千葉県に4店舗、茨城県に1店舗、埼玉県に1店舗が展開されている。

## 概要
1968年に創業。1971年に資本金300万円で株式会社カワノバッグを設立する。2011年から、インターネットでも販売を行っている。

## 特徴
高級皮革であるクロコダイル、オーストリッチ、パイソン、リザードを中心に、エレファント、アザラシ、シャークなどの希少皮革を卸値価格で販売している。皮革製品以外では、ランドセルやスーツケースの販売も行っている。また、鞄だけでなく、ファッションには欠かせない、財布、キーケース、ベルトなども取り扱っている。
立ち上げがメーカーのため、販売だけではなくオーダーメイドや修理も行っている。

## 展開ブランド
- KAWANO JAPAN (カワノジャパン)
- KB - KAWANO BAG (カワノバッグ)
- VALES (バレス)
- Bicky (ビッキー)
- Variett (バリエット)
- Try (トライ)
- JOBB (ジョブ)
- Charme (シャルム)
- Mellows (メロウズ)
- RALJU (ラルジュ)
- VISETT (ヴィゼット)
- LARGE II (ラルジュ II)
- VISETT II (ビゼット II)
- SOBRE (ソーブル)
- NOURISH (ナリッシュ)
- Moresco (モレスコ)

## 沿革
- 1968年2月 - 創業 [4]
- 1971年10月 - 会社設立 [4]
- 1997年 - 海外の拠点が独立法人となる
- 2010年
  - 9月 - エポカ高根台へ出店
  - 11月 - ダイエー志木店へ出店
- 2011年
  - 8月 - インターネット販売を開始 [3]
  - 12月 - 志木店をダイエー同フロア内に移転
- 2013年
  - 6月 - イオン ノア店へ出店 [1]
  - 7月 - ダイエー志木店閉鎖に伴い志木店閉店

## 店舗一覧
- 松戸本店 - 千葉県松戸市大橋353-1
- 我孫子店 - 千葉県我孫子市本町3-2-28 アビイクオーレ1F
- 柏店 - 千葉県柏市大山台2-3 モラージュ柏2F
- 高根台店 - 千葉県船橋市高根台1-2-1 エポカ高根台2F
- 取手店 - 茨城県取手市中央町2番5号 ボックスヒル2F
- 野田店 - 千葉県野田市中根36-1　イオン ノア店2F